# グランド・セフト・オート・アドバンス
『グランド・セフト・オート・アドバンス』（英名:Grand Theft Auto:Advance）は、米国のロックスター・ゲームス社から発売されたゲームソフトでグランド・セフト・オートシリーズで唯一、ゲームボーイアドバンスで発表されたオープンワールド型クライムアクションゲームである。シリーズの第6作目。2004年10月26日に北米版及び欧州版がリリースされた。アメリカ国内では何度か発売延期になった後に発売された。略称はGTA:AD。

## メインストーリー
半端者のマイクは、リバティーシティを脱出して犯罪から足を洗うため、兄貴分のヴィニーとともに悪銭を稼ぐ日々を送っていた。出発の準備が整ったある日、ヴィニーの乗る車が何者かに爆破されて死亡してしまう。マイクは犯人の手掛かりを掴むべく動き出す。

## 概要

ロゴ

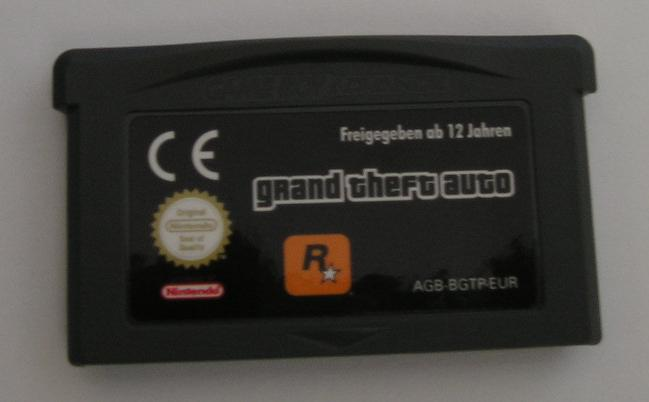
アドバンスのカートリッジ。

『グランド・セフト・オート・サンアンドレアス』同年同日、アメリカ、ヨーロッパ向けに2004年10月26日に発売された日本は未発売のオフライン専用ゲームソフト。
ストーリー全編に渡ってメインストーリーや新しいコンタクトミッションが展開され、GTAシリーズお馴染みのオープンワールド式クライムアクションゲームのプレイを、「リバティーシティ」のストリートを体験できる唯一の作品。
また建物は3Dで制作されている為、ストーリーなど『GTAIII』とは、そこまで関わりが無い。
また、足音などは『GTAIII』と同じ物を使用している。
リバティーシティ内の時間(ゲーム内)の時間は1分は1秒と設定されている。
体力表示はゲージでは無く、『グランド・セフト・オート・サンアンドレアス』と違い、旧作の『グランド・セフト・オートバイスシティ』『グランド・セフト・オートIII』などと、同じ数字表示になっている。
体力表示、時間表示、丸いマップ表示、所持金は従来のGTAシリーズと同じ右上に表示されている。
手配度は星1～6まであり、グラフィックや音質などは他のGTAシリーズと比べると多少劣化している部分がある。

## 舞台
今作の舞台は『グランド・セフト・オートIII』シリーズの旧で、ニューヨークがモデルのアメリカ史上最悪の街と呼ばれている、「リバティーシティ」。
『グランド・セフト・オート・リバティーシティ・ストーリーズ』のその後である事から、『GTAIII』に似ているところがある。
※グランド・セフト・オートIVシリーズ(GTA新シリーズ)の世界観では無いので、新シリーズとは全く関わりはない。

## 乗り物
乗用車
緊急車両
戦車

## 使用可能の登場武器一覧表
接近系
素手
ナイフ
バット
重火器系
ハンドガン
ショットガン
サブマシンガン
マシンガン
火炎放射器
ミニガン
爆発系
手榴弾
火炎瓶
ロケットランチャー

## 時系列やその他について
時系列は過去作の『GTAIII』（2001年が舞台）の一年前、『GTA:LCS』（1998年が舞台）の二年後、2000年が舞台となる。
なお、GTAIV～GTAVシリーズとは無関係である。
『グランド・セフト・オート』(1997年)
『グランド・セフト・オート2』(1999年)
『グランド・セフト・オート・チャイナタウンウォーズ』(2009年)
と同じ見下ろし型となっている。

## 登場人物
マイク（Mike）
今作の主人公。イタリア系。
相棒のヴィニーを殺害した犯人を特定するため、街中の様々な犯罪者たちと協力し始める。
後にヴィニーは生存していて、全財産の持ち逃げを企てている事を知る。ヴィニーを見つけ殺害した後は、シスコが所有していた飛行機に乗りリバティーシティを脱出する。
ヴィニー（Vinnie）
マイクの兄貴分で相棒的存在。
リバティーシティから脱出するため、マイクと共にマフィアからの仕事をこなし大金を貯めていた。しかし、脱出当日に乗っていた車が爆破し死亡する。
しかし、それは偽装死だった。大金を持ち去り、単身で街から脱出する目論見だったが、マイクがヴィニーの死因を調べ始めたため街に残り関係者を殺害していた。シスコの殺害時にマイクに捕まり、命乞いをするが殺害される。
エイトボール（8-Ball）
『GTAIII』と『GTA:LCS』にも登場している爆弾のプロフェッショナル。ヴィニーの旧友として登場。
ヴィニーの死後、彼を殺した黒幕をマイクと調査する。終盤、シスコをマイクが殺害したと思い込んでいるカルテルから襲撃を受け、両手に重傷を負ってしてしまう。その後、逃げ遅れ警察に逮捕された。
ジョニー（Jonnie）
歓楽街のバーテンダー。
ヴィニーに金を貸していた。犯人捜しを行うマイクに協力するが、何者かに暗殺される。
ジョニーがキング・コートニーから借金をしていたため、彼がジョニーを殺害した犯人だとマイクは推理する。しかし、実際はヴィニーによって殺害されていた。
キング・コートニー（King Courtney）
『GTAIII』にも登場するジャマイカ系ギャング「ヤーディーズ」のリーダー。
マイクにジョニーは既に殺されていたと主張し、犯人の特定を望む。また、ヴィニーを殺害した犯人はシスコだと主張し、暗殺のためにマイクを送り込む。しかし、シスコは犯人ではなく、ただマイクを捨て駒として利用していただけだった。
その後はマイクと相対し、ヴィニーを殺害し大金を得た彼の命を狙う。本作の最終的な敵として立ちはだかるが、マイクとの1対1の対決に敗れ降伏している。
シスコ（Cisco）
「コロンビアン・カルテル」の2000年時点のボス。
マイクと親しい間柄になり、ヴィニーを殺害した犯人捜しに協力する。しかし、ヴィニーによって暗殺されてしまう。
後釜として『GTAIII』ではミゲールがリーダーを務めている。
アスカ・カセン（Asuka Kasen）
『GTAIII』にも登場する「ヤクザ」の女リーダー。兄にケンジ・カセンがいる。
コロンビア・カルテルから誘拐されたユカを救って欲しいとマイクに依頼する。救出後はマイクに惹かれ、ヴィニーを殺害した犯人捜しに協力する。作中でマイクと一夜を共にしている。
ユカ・カセン（Yuka Kasen）
アスカの姪。シスコの依頼を受けたマイクが誘拐を行う。その後、アスカの依頼があり、マイクの手によって救出されている。
ミスティ（Misty）
『GTAIII』にも登場する売春婦。マイク、エイトボールに協力する。